# Copa FA de Guam
La Copa FA de Guam es el torneo de copa a nivel de clubes más importante de Guam y es organizado por la Asociación de fútbol de Guam.

## Historia
El torneo fue creado en el año 2008 y ha cambiado de nombre varias veces por razones de patrocinio, las cuales han sido:
- 2008-09 : Shirley's GFA Cup
- 2009-11 : Cars Plus GFA Cup
- 2011 : Beck's GFA Cup
- desde 2012 : GFA Cup

El objetivo del torneo es el de promover el deporte en la isla y hacer que los equipos mejoren su nivel y que se vea reflejado en la selección nacional. Participan los equipos de primera y segunda división de Guam.

## Palmarés
| Temporada         | Campeón              | Resultado      | Subcampeón           |
| ----------------- | -------------------- | -------------- | -------------------- |
| Shirley's GFA Cup |                      |                |                      |
| 2008              | Quality Distributors | 5:2            | IT&E Crushers        |
| Cars Plus GFA Cup |                      |                |                      |
| 2009              | Quality Distributors | 3:1            | Guam Shipyard        |
| 2010              | Guam Shipyard        | 4:3            | Quality Distributors |
| Beck's GFA Cup    |                      |                |                      |
| 2011              | Quality Distributors | 2:1            | Cars Plus FC         |
| GFA Cup           |                      |                |                      |
| 2012              | Guam Shipyard        | 4:3            | Quality Distributors |
| 2013              | Quality Distributors | 2:1            | Espada               |
| 2014              | Rovers               | 4:3            | Espada               |
| 2015              | Guam Shipyard        | 1:1 (5:3 pen.) | BOG Strykers FC      |
| 2016              | Rovers               | 2:1            | Guam Shipyard        |
| 2017              | Guam Shipyard        | 4:1            | Rovers               |
| 2018              | BOG Strykers FC      | 5:1            | Rovers               |
| 2019              | BOG Strykers FC      | 5:1            | Rovers               |

## Títulos por club
| Club                 | Títulos | Subtítulos | Años campeón           | Años subcampeón  |
| -------------------- | ------- | ---------- | ---------------------- | ---------------- |
| Guam Shipyard        | 4       | 2          | 2010, 2012, 2015, 2017 | 2009, 2016       |
| Quality Distributors | 4       | 2          | 2008, 2009, 2011, 2013 | 2010, 2012       |
| Rovers               | 2       | 3          | 2014, 2016             | 2017, 2018, 2019 |
| BOG Strykers FC      | 2       | 1          | 2018, 2019             | 2015             |
| Espada               | 0       | 2          | ----                   | 2013, 2014       |
| IT&E Crushers        | 0       | 1          | ----                   | 2008             |
| Cars Plus FC         | 0       | 1          | ----                   | 2011             |